# Agência Internacional de Energia Atómica
A Agência Internacional de Energia Atómica (português europeu) ou Atômica (português brasileiro) (AIEA), foi estabelecida como uma organização autônoma no seio das Nações Unidas em 29 de julho de 1957. A 8 de dezembro de 1953, o então Presidente dos Estados Unidos Dwight D. Eisenhower apresentou proposta no sentido de ser criada uma organização internacional "devotada exclusivamente aos usos pacíficos da energia atômica", e que foi aprovada pela Assembleia Geral das Nações Unidas em 1954. Em 1957, foi completado o seu estatuto. O seu objetivo é a promoção do uso pacífico da energia nuclear e o desencorajamento dos usos para fins militares de armas nucleares.
A AIEA tem a sua sede em Viena, (Áustria), e tem 177 Estados-membros, cujos representantes se encontram anualmente para uma Conferência Geral onde elegem 35 membros para o Conselho de Governadores. Este Conselho reúne-se cinco vezes por ano e prepara as decisões que serão ratificadas pela Conferência Geral. 
A AIEA constitui um fórum intergovernamental para a cooperação científica e técnica do uso pacífico da tecnologia nuclear. Foi dirigida pelo sueco Hans Blix entre 1981 e 1997, que ficou famoso por causa da oposição às alegações de que no Iraque se desenvolviam programas nucleares com fins militares. O detentor do cargo máximo da AIEA é Rafael Grossi, da Argentina, desde 3 de dezembro de 2019.
Com o incremento da proliferação nuclear na década de 1990, as tarefas da AIEA passaram a incluir as inspecções e investigações de suspeitas violações do Tratado de Não Proliferação Nuclear sob mandato das Nações Unidas; contudo, caso encontre indícios de uso militar em programas que inspeciona, apenas poderá reportá-los ao Conselho de Segurança das Nações Unidas, que detém o exclusivo de medidas coercivas. A AIEA mantém, como um dos seus instrumentos, o International Nuclear Information System (INIS), uma base de dados sobre a utilização pacífica da energia nuclear.

## Uso de usinas termonucleares

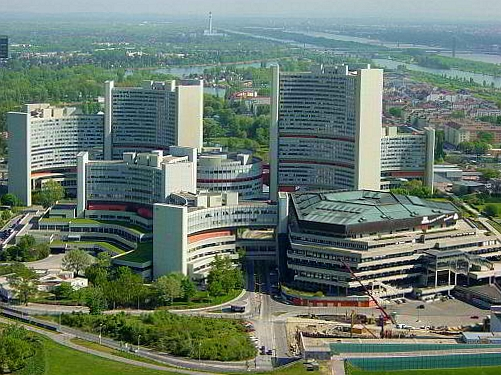
Sede da AIEA desde 1979 em Viena, Áustria.

Veja os países que tem mais usinas termonucleares:
| Posição | Nome           | Usinas nucleares | Em construção | Total |
| ------- | -------------- | ---------------- | ------------- | ----- |
| -       | União Europeia | 155              | 43            | 198²  |
| 1°      | Estados Unidos | 110              | 4             | 114   |
| 2°      | Rússia         | 55               | 19            | 74¹   |
| 3°      | França         | 64               | 26            | 100   |
| 4°      | Japão²         | 40               | 12            | 51    |
| 5°      | Reino Unido    | 39               | 1             | 40    |
| 6°      | Alemanha²      | 30               | 6             | 36    |
| 7°      | Canadá         | 18               | 4             | 22¹   |
| 8°      | Austrália      | 17               | 5             | 22    |
| 9°      | Suécia         | 12               | 3             | 15¹   |
| 10°     | Espanha        | 10               | 0             | 10    |
| 11°     | Coreia do Sul  | 9                | 2             | 11    |
| 12°     | Argentina      | 4¹               | 5             | 9     |
| 13°     | Cazaquistão    | 4                | 2             | 6     |
| 14°     | Chile          | 3¹               | 5             | 8     |
| 15°     | Marrocos       | 3¹               | 4             | 7     |
| 16°     | Egito          | 3¹               | 3             | 6     |
| 17°     | África do Sul  | 2                | 2             | 4     |
| 18°     | Brasil         | 2                | 1³            | 3     |
| 19°     | Cuba           | -                | 2             | 2     |
| 20°     | Panamá         | -                | 1             | 1     |

¹ Esses países tem várias usinas nucleares não registradas e portanto ilegais para o Comitê de Energia Atômica. Como no caso:
- Da Rússia que tem várias usinas nucleares ilegais na Sibéria;
- Canadá e Suécia tem várias usinas nucleares ilegais no norte de seus países;
- Na Argentina e Chile tem várias usinas não registradas na Patagônia ou no caso do Chile em deserto, ex.: Deserto do Atacama;
- E nos Estados Unidos existe ilegalidade a esse respeito, nos estados do Texas, Alasca, Nevada, Novo México e outros estados ao sul do país.

² Alemanha e Japão não podem utilizar armas nucleares, porque foram derrotados nas Duas Grandes Guerras.
³ O Brasil está em processo de cogitação com o PAC de 4 ou 9 usinas nucleares, além de Angra III.

## Enriquecimento de energia nuclear
A Coreia do Norte e o Irão querem enriquecer o urânio (matéria prima da energia nuclear), os Estados Unidos não querem o enriquecimento desses países, a Coreia do Norte, Irão, contestam e afirmam que o enriquecimento de urânio não trará mais guerra e violência ao mundo.
A Índia compra urânio, matéria-prima da energia nuclear, dos E.U.A e também da Rússia, para não ter brigas internacionais de grande porte.
O Paquistão, ao contrário da Índia, não compra, mas enriquece seu próprio urânio, criando energia nuclear.
A questão central que se coloca em relação ao programa iraniano é a do direito dos países não nucleares membros do TNP de desenvolver programas domésticos que lhes permitam enriquecer urânio com finalidades pacíficas; trata-se da efetividade do artigo IV do TNP. Os Estados não nucleares renunciaram ao emprego militar da energia atômica para que tivessem acesso garantido à tecnologia nuclear de emprego pacífico, que os Estados nucleares se recusam a transferir (em desrespeito ao acordado no TNP).